# Calabor
Calabor är en ort i Spanien.   Den ligger i provinsen Provincia de Zamora och regionen Kastilien och Leon, i den nordvästra delen av landet, 300 km nordväst om huvudstaden Madrid. Calabor ligger 766 meter över havet och antalet invånare är 115.
Terrängen runt Calabor är huvudsakligen kuperad, men åt sydost är den platt. Calabor ligger nere i en dal. Runt Calabor är det mycket glesbefolkat, med 2 invånare per kvadratkilometer. Närmaste större samhälle är Puebla de Sanabria, 13,0 km nordost om Calabor. 